# Sebastiano Conca
Sebastiano Conca, född 8 januari 1680 i Gaeta, död 1 september 1764 i Neapel, var en italiensk målare under barockepoken. Han var bror till målaren Giovanni Conca.

## Biografi
Conca fick sin utbildning hos Francesco Solimena. I Rom fick Conca kardinal Pietro Ottoboni som beskyddare. Denne introducerade honom för påve Clemens XI, som beställde målningen Profeten Jeremia för San Giovanni in Laterano. År 1718 invaldes Conca i Accademia di San Luca och var dess principe åren 1739–1741.
Concas måleri var influerat av Luca Giordanos bildspråk och kolorit. Bland Concas elever återfanns Pompeo Batoni, Corrado Giaquinto och Gaetano Lapis.

## Verk i Rom i urval
- Den heliga Klara av Montefalco – Sant'Agostino[1]
- Den heliga Treenigheten med den helige Frans Xavier – San Francesco Saverio del Caravita[2]
- Den heliga Cecilias förhärligande – takfresk, Santa Cecilia in Trastevere[3]
- Jungfru Marie himmelsfärd – Santi Luca e Martina[4]
- Den helige ärkeängeln Mikael – Santa Maria in Campitelli[5]
- Kristus hos Marta och Maria – Santa Maria della Concezione in Campo Marzio[6]
- Gud Fadern med änglar – fresk i absiden, Santa Maria della Luce[7]
- Den helige Camillos förhärligande – Santa Maria Maddalena[8][9]
- Plafondfresk – Palazzo de Carolis[10]
- Profeten Jeremia – San Giovanni in Laterano[11]

## Bilder
| - Den heliga Cecilias förhärligande. - Kristus i Getsemane. - Urania och Erato. - Allegori över freden. |